# Amber Bradley
Pour les articles homonymes, voir Bradley.
Amber Bradley est une rameuse australienne née le 19 mai 1980 à Wickham.

## Biographie
Amber Bradley participe à l'épreuve de quatre de couple avec ses coéquipières Dana Faletic, Rebecca Sattin et Kerry Hore aux Jeux olympiques d'été de 2004 à Athènes et remporte la médaille de bronze. Lors des Jeux olympiques d'été de 2008 à Pékin, elle est engagée dans la même épreuve et termine sixième.